# Rothaarweg
Der Rothaarweg ist ein Hauptwanderweg des Sauerländischen Gebirgsvereins und besitzt wie auch all die anderen Hauptwanderstrecken als Wegzeichen das weiße Andreaskreuz X, an Kreuzungspunkten um die Ziffer 2 erweitert. 
Er führt mit einer Länge von insgesamt 126 km von Brilon über die Bruchhauser Steine, Niedersfeld, den Kahlen Asten, Oberkirchen, Bad Berleburg und Bad Laasphe nach Siegen. Von Niedersfeld bis Siegen bildet er ein Teilstück des Europäischen Fernwanderweges E1.
Namensgebend für den Weg ist das Rothaargebirge, durch das der Weg größtenteils verläuft. 
Koordinaten: 51° 23′ 43,8″ N, 8° 34′ 4,4″ O